# Вилард Бојл
Вилард Стерлинг Бојл (енгл. Willard Sterling Boyle; Амхерст, 19. август 1924 — Волас, 7. мај 2011) био је канадски физичар, који је 2009. године, заједно са Џорџом Смитом, добио Нобелову награду за физику „откриће полупроводничких кола осетљивих на светлост који се користе у дигиталним фотоапаратима (CCD чип)”.